# Ľupčiansky skalný hríb
Ľupčiansky skalný hríb je přírodní památka v oblasti NAPANT.
Nachází se v katastrálním území obce Slovenská Ľupča v okrese Banská Bystrica v Banskobystrickém kraji. Území bylo vyhlášeno či novelizováno v roce 1979 na rozloze 2,1300 ha. Ochranné pásmo nebylo stanoveno.